# Krzysztof Sulima
Krzysztof Sulima (Białystok, 5 gennaio 1990) è un cestista polacco.

## Palmarès
- Coppa di Polonia: 1

Włocławek: 2020
- Supercoppa polacca: 3

Pierniki Toruń: 2018
Włocławek: 2019
Zielona Góra: 2021